# Innocenti 950 Sport
Der Innocenti 950 Sport ist ein offener zweisitziger Pkw, produziert von dem italienischen Hersteller Innocenti zwischen 1960 und 1969.

## Geschichte
Innocenti war bekannt für sein Rohrgerüstsystem und den Roller Lambretta. Der Gründer Ferdinando Innocenti entschied im Jahr 1960, sich im Automobilbau zu engagieren. Er erwarb die Lizenz für den Austin A40 und später den Mini, aber er wollte auch ein eigenes Modell: den 950 Sport.
Antrieb und Fahrwerk kamen vom Austin-Healey Sprite; die selbsttragende Karosserie gestaltete Tom Tjaarda bei Ghia.
Auf dem Salon International de l’Automobile in Turin im November 1960 wurde der 950 Sport vorgestellt. Die Technik war konventionell mit Frontmotor und angetriebener starrer Hinterachse.
Das Auto war gut ausgestattet und wurde zu einem sehr wettbewerbsfähigen Preis angeboten. Anders als bei englischen Roadstern jener Zeit war das Verdeck für mehr Komfort und bessere Isolierung gefüttert. Der Motor hatte nur 35 kW (48 PS), die für eine maximale Geschwindigkeit von 140 km/h ausreichten. Ab 1962 leistete der Motor 50 PS.
Ab 1961 war ein Hardtop erhältlich. 
Ab 1963 gab es einen Motor mit 1098 cm³ und 43 kW (58 PS), und das Modell hieß fortan Innocenti Spider S. Gleichzeitig wurden Scheibenbremsen vorn eingeführt.
Die Produktion lief Ende 1969 ohne Nachfolger aus.

## Technische Daten
| Innocenti 950 Sport 1. Serie |                                                                                     |
| Motor                        | vorn, Viertaktottomotor, 4 Zylinder in Reihe                                        |
| Hubraum                      | 948 cm³                                                                             |
| Bohrung × Hub                | 62,9 mm × 76,2 mm                                                                   |
| Ventile                      | 2 hängend                                                                           |
| max. Leistung                | 35 kW                                                                               |
| max. Drehmoment              | 72 Nm bei 3000/min                                                                  |
| Kupplung                     | eine Scheibe, trocken                                                               |
| Getriebe                     | mechanisch 4 Gänge + rückwärts                                                      |
| Karosserie                   | selbsttragend                                                                       |
| vordere Radaufhängung        | doppelte Dreieckslenker, Schraubenfedern, Stoßdämpfer                               |
| hintere Radaufhängung        | Starrachse an viertelelliptischen Blattfedern und Hebelstoßdämpfern als Längslenker |
| Bremsen                      | Trommeln                                                                            |
| Reifen                       | 5,20 - 13                                                                           |
| Tank                         | 28 Liter                                                                            |
| Höchstgeschwindigkeit        | 140 km/h                                                                            |
| Länge                        | 3427 mm                                                                             |
| Breite                       | 1470 mm                                                                             |
| Höhe                         | 1185 mm                                                                             |
| Radstand                     | 2032 mm                                                                             |
| Masse                        | 695 kg                                                                              |

## Galerie

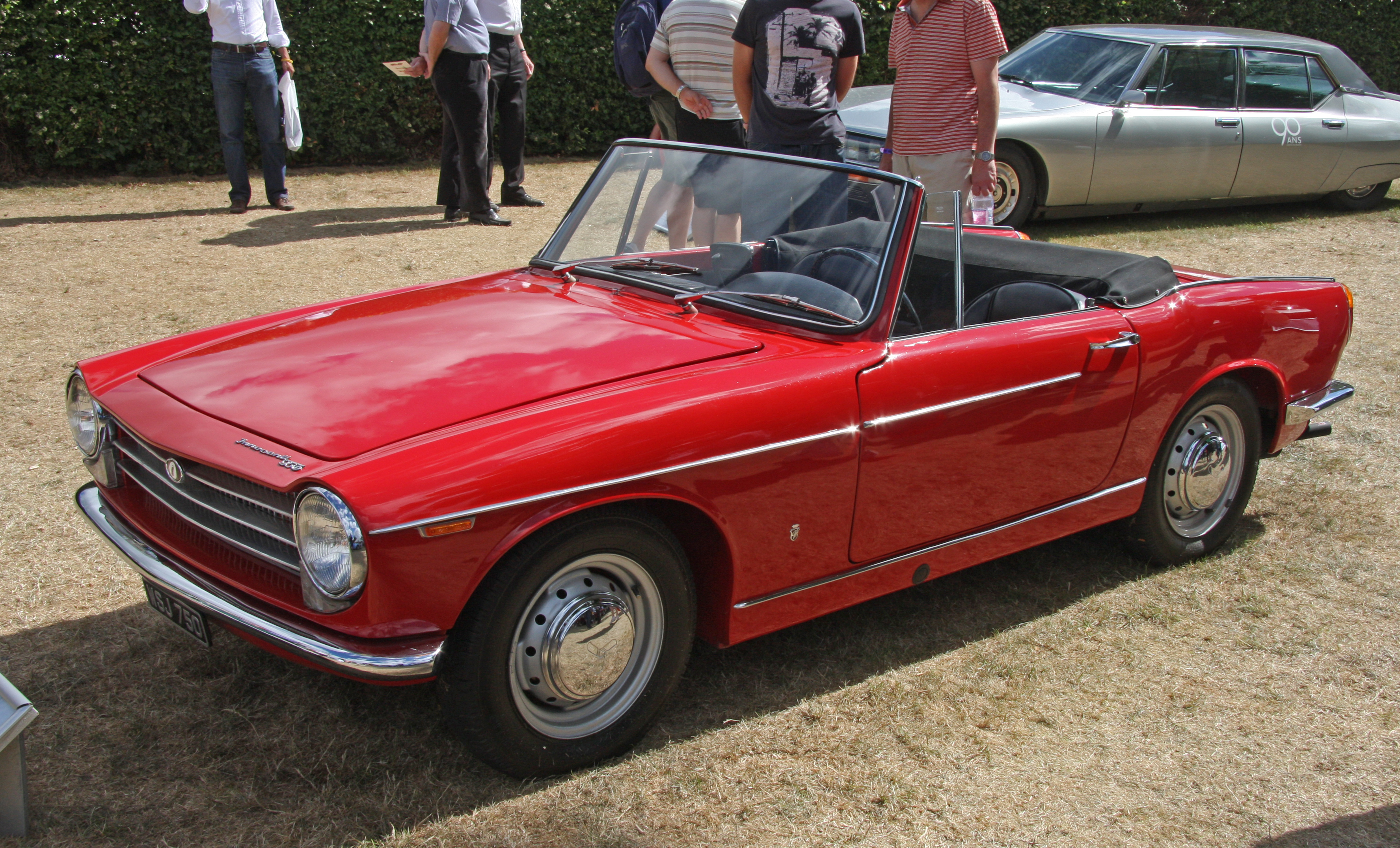
Innocenti 950 Sport (1962)
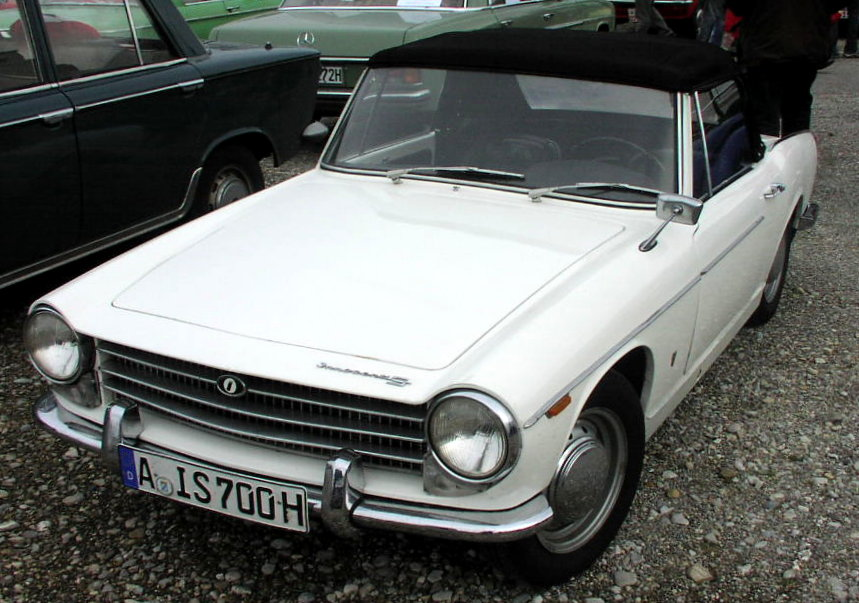
Innocenti Spider S (1965)
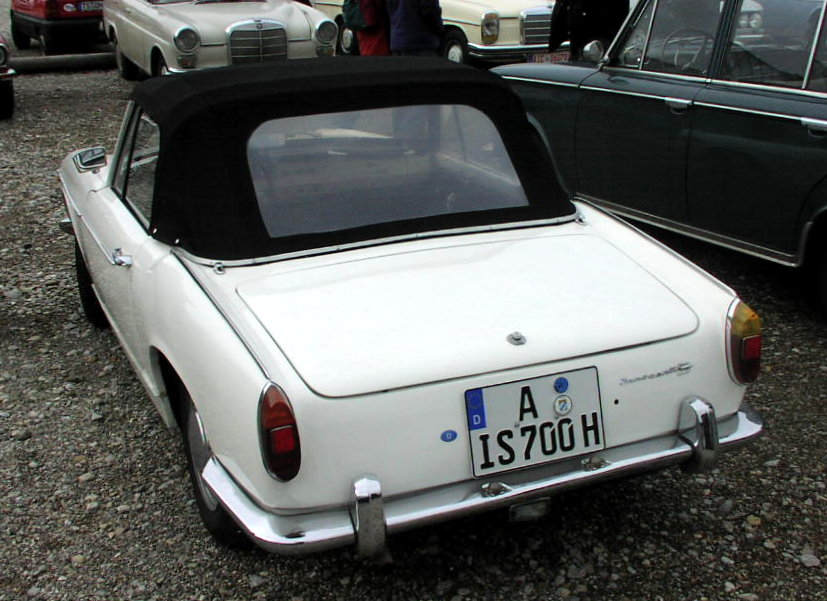
Heckansicht